# Пробовідбирач
Пробовідбирачі́ (рос. пробоотборники, англ. samplers, нім. Probe(ent)nahmegeräte n pl, Probenehmer m pl) — механічні пристрої для відбору проб сипкого матеріалу, рідини і газу з потоку або ємності.

## Історія
Для відбирання проб у збагаченні корисних копалин та металургії в середні віки використовували ківшики або пробірні ложки. Ось як описує це застосування Георг Агрікола у своїй роботі «Про гірничу справу та металургію» (De Re Metallica, 1556 рік):
| Майстер зачерпує залізним ківшиком невелику кількість свинцю для випробування, щоб визначити, яка частка срібла міститься у сплаві. Ширина ківшика – 5 пальців, довжина залізної частини рукоятки – 3 фути і така ж довжина дерев'яної частини. |
там же:
| Деякі беруть пробу срібла пробірною ложкою. |

## Загальний опис
Для відбору проб с и п к о г о м а т е р і а л у на гірничих підприємствах найчастіше використовуються такі П.: шиберні, маятникові, а також П. з відсічною планкою, з рухомим жолобом та ін. Є також лоткові та щілинні П. Для відбору проб матеріалу з конвеєра застосовуються маятникові П. Для особливо потужних технологічних потоків (понад 3000 т/год) створено баровий П., який знімає на перепаді потоку смуги матеріалу системою малих за розміром відсікачів, що рухаються на замкненому ланцюзі (барі), який періодично перетинає потік у поперечному напрямі. Для відбору проб із залізничних вагонів, штабелів, мулонакопичувачів застосовують шнеково-бурові та ґрейферні П. (на стаціонарному підвісі або кран-балці), щупи, зонди тощо. Для відбору проб з потоків пульпи застосовують барабанні, лоткові та щілинні П.
У н а ф т о в і й г е о л о г і ї П. — апарати для відбору проб рідини і газу в нафтових і газових свердловинах, а також у свердловинах для видобутку питної, мінеральної, техн. води, гарячої пари і ін. Використовують глибинні П., призначені для відбору проби з стовбура свердловини, і П. для відбору проби з привибійної зони в процесі опробування пластів. Перші спускають в свердловину на металевому тросі за допомогою лебідок (до глиб. 1500–7000 м).